# Milícia da Ação Integralista Brasileira
As Forças Integralistas (abreviado para F.I.) foram uma força paramilitar ligada a Ação Integralista Brasileira. Era subordinada, em um primeiro momento, ao Departamento Nacional de Milícias e, depois da reorganização da AIB, em 1936, à secretaria de Educação. Ambas sob o comando do escritor e historiador Gustavo Barroso e do então capitão do exército Olímpio Mourão Filho.

## História e estrutura da milícia

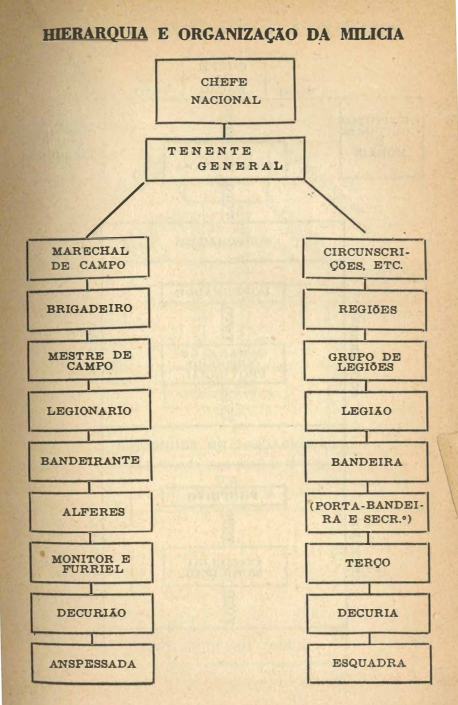
Hierarquia e organização da milícia retirada do livro "O que o Integralista deve saber" de Gustavo Barroso

Segundo verbete da Fundação Getúlio Vargas: “A milícia se organizava subdividindo-se em “comando” e “tropas”, o primeiro como órgão de direção e o segundo de execução. A direção suprema da milícia pertencia ao chefe nacional, enquanto chefe das “forças integralistas de terra, mar e ar”, contando com a colaboração da secretaria nacional responsável pela milícia integralista e pela tropa de proteção, bem como do chefe do estado-maior, com a responsabilidade pela “preparação e execução das decisões do alto comando”. Esta mesma estrutura se reproduzia em nível regional com suas ramificações locais”. 
As Milícias Integralistas estiveram presentes em todo território nacional. Em dezembro de 1933, pouco mais de 01 ano de criação da Ação Integralista Brasileira (AIB), já é possível encontrar referência no jornal Monitor Integralista, que indicava em suas páginas, sobre a Milícia Integralista no Distrito Federal, já contava com “1.800 camisas-verdes, operários, estudantes, funcionários públicos, médicos, engenheiros, advogados, pequenos industriais e empregados no comércio” 
Em junho de 1934, com a aprovação pelo Ministério da Guerra do uniforme integralista (camisa verde, gravata preta, calça preta ou branca, casquete verde e sapatos, e o emblema do movimento — o sigma — colocado sobre o braço direito e no casquete) começaram os desfiles regionais e os primeiros conflitos. Já em maio de 1934, desfilavam quatro mil integralistas no Rio de Janeiro, mas em julho também marcharam os milicianos uniformizados de Niterói, Salvador, Recife e Belo Horizonte.

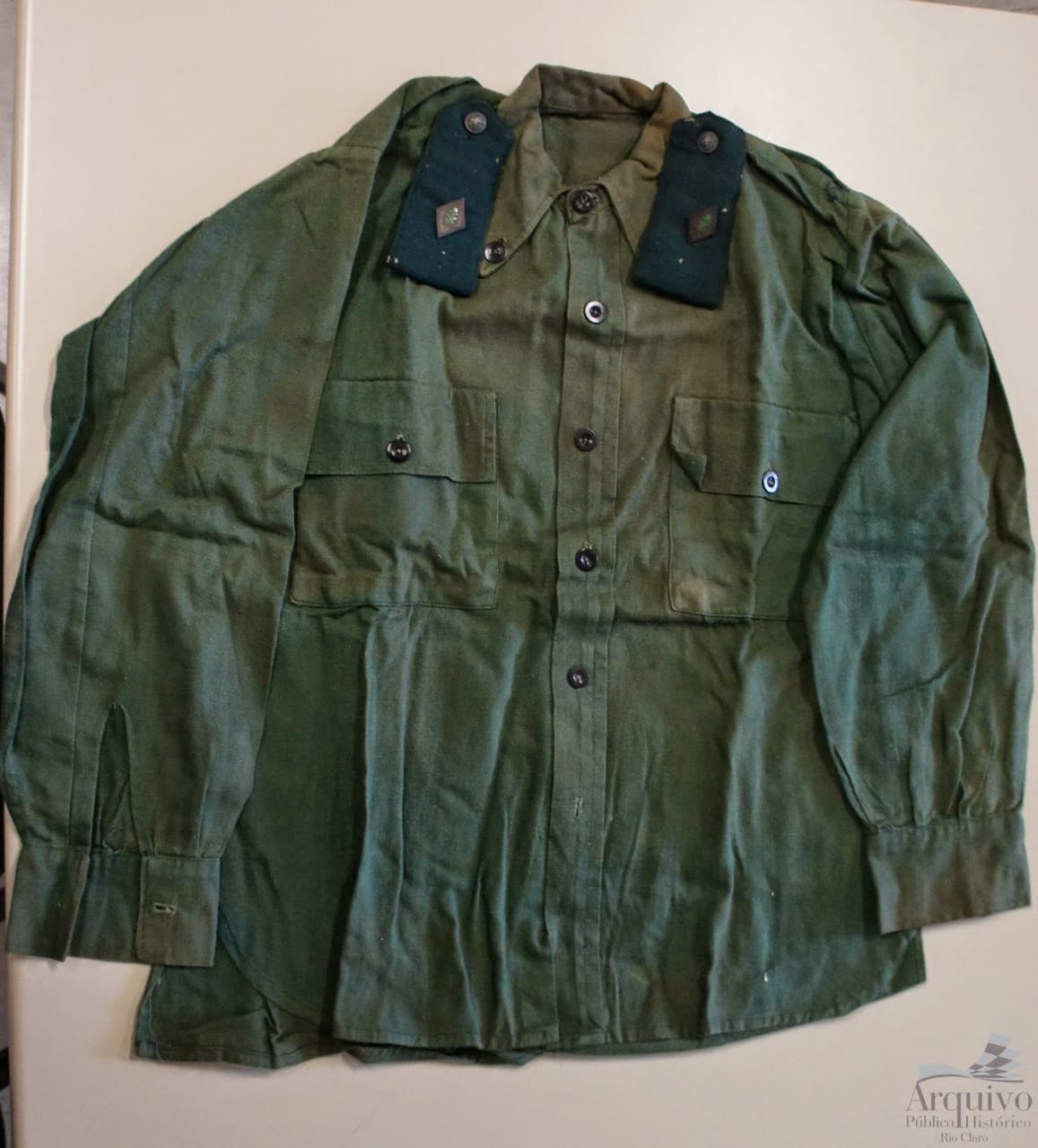
Camisa verde original da antiga Ação Integralista Brasileira

No I congresso integralista de Vitória que ocorrera oficialmente  dia 1 de março de 1934 no teatro Carlos Gomes foi estabelecido, através dos estatutos, os orgãos de base da organização política, entre eles, a milícia que estava sendo formada.

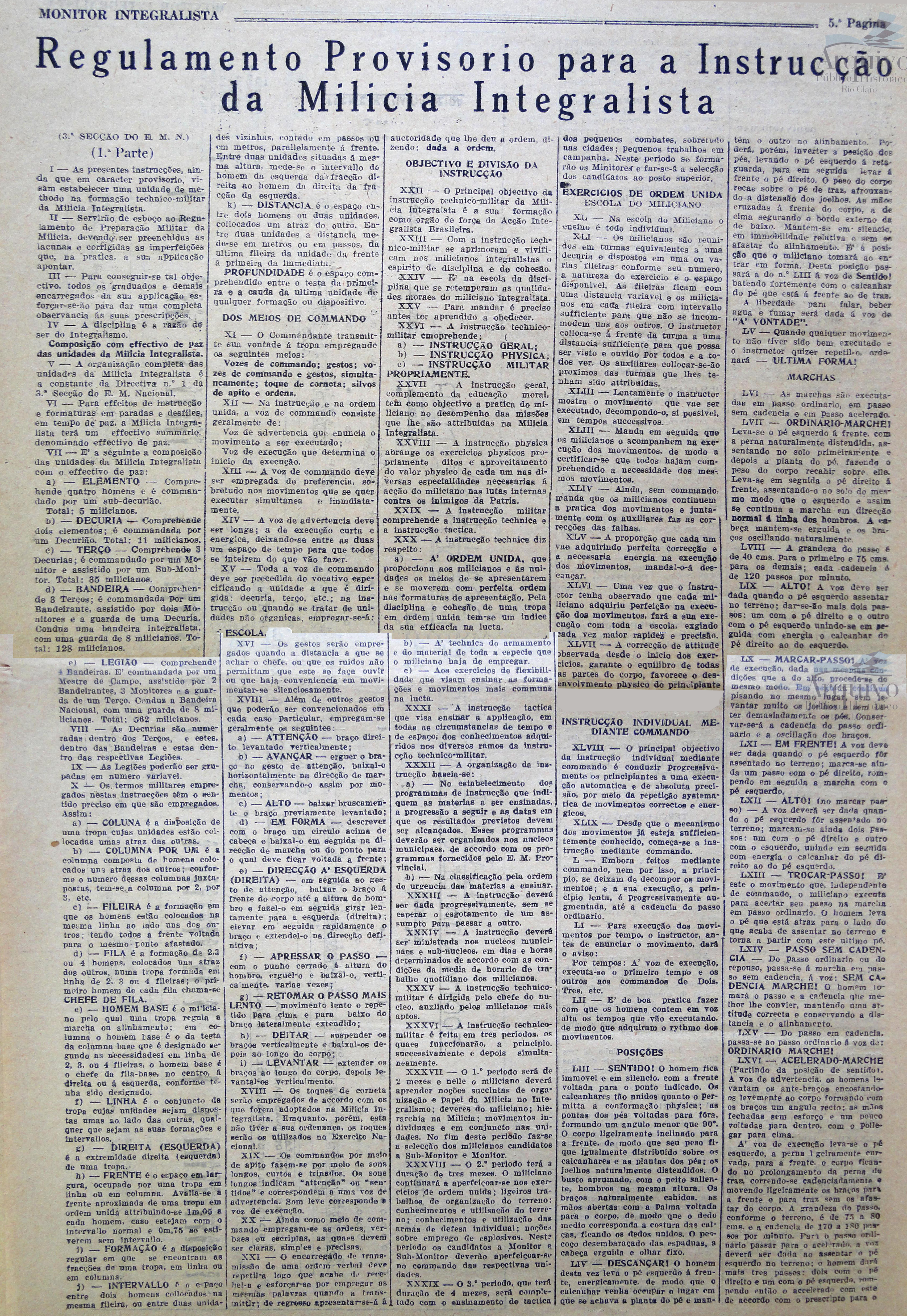

Todo integralista com a idade de 16 a 42 anos era obrigado a inscrever-se nas forças integralistas (milícia), optando pela categoria em que desejava engajar-se. A tropa organizava-se em categorias: o militante de primeira e segunda linhas. A hierarquia da milícia distinguia três escalões: os graduados, os oficiais e os oficiais-generais. A estrutura da milícia previa as seguintes unidades: decúria, terço, bandeira e legião, esta constituída por quatro bandeiras. A função da milícia não era apenas preparar os integralistas para os desfiles e a cultura física, mas desenvolver um verdadeiro treinamento militar, desde a instrução “técnica, tática e moral” até a elaboração de planos de combate. As cinco armas militares constituíam a “tropa” integralista: infantaria, cavalaria, engenharia, artilharia e aviação. O integralista que se inscrevesse como “militante de primeira linha” deveria fazer instrução de miliciano durante 60 dias e depois integrar-se numa decúria (unidade com dez militantes). Após ter preenchido uma ficha, onde ficavam registradas todas as aptidões do militante, o candidato prestava o seguinte juramento diante do comandante da milícia: “Assentando praça na milícia integralista, em nome de Deus e pela minha honra eu juro: primeiro, absoluta disciplina aos meus chefes e perfeita solidariedade aos meus camaradas; segundo, dar a minha vida, se necessário, pela causa da revolução integralista; terceiro, amar, respeitar e fazer respeitar o chefe nacional. 
A milícia da AIB buscava inspiração no antigo exército de Roma, o que é visível principalmente no nome da unidade "legião" e possuía as seguintes unidades: Elemento, decúria, terço, bandeira e legião.
Elemento: Compreende quatro homens e é comandado por um sub-decurião. 
```
Total: 5 milicianos
```

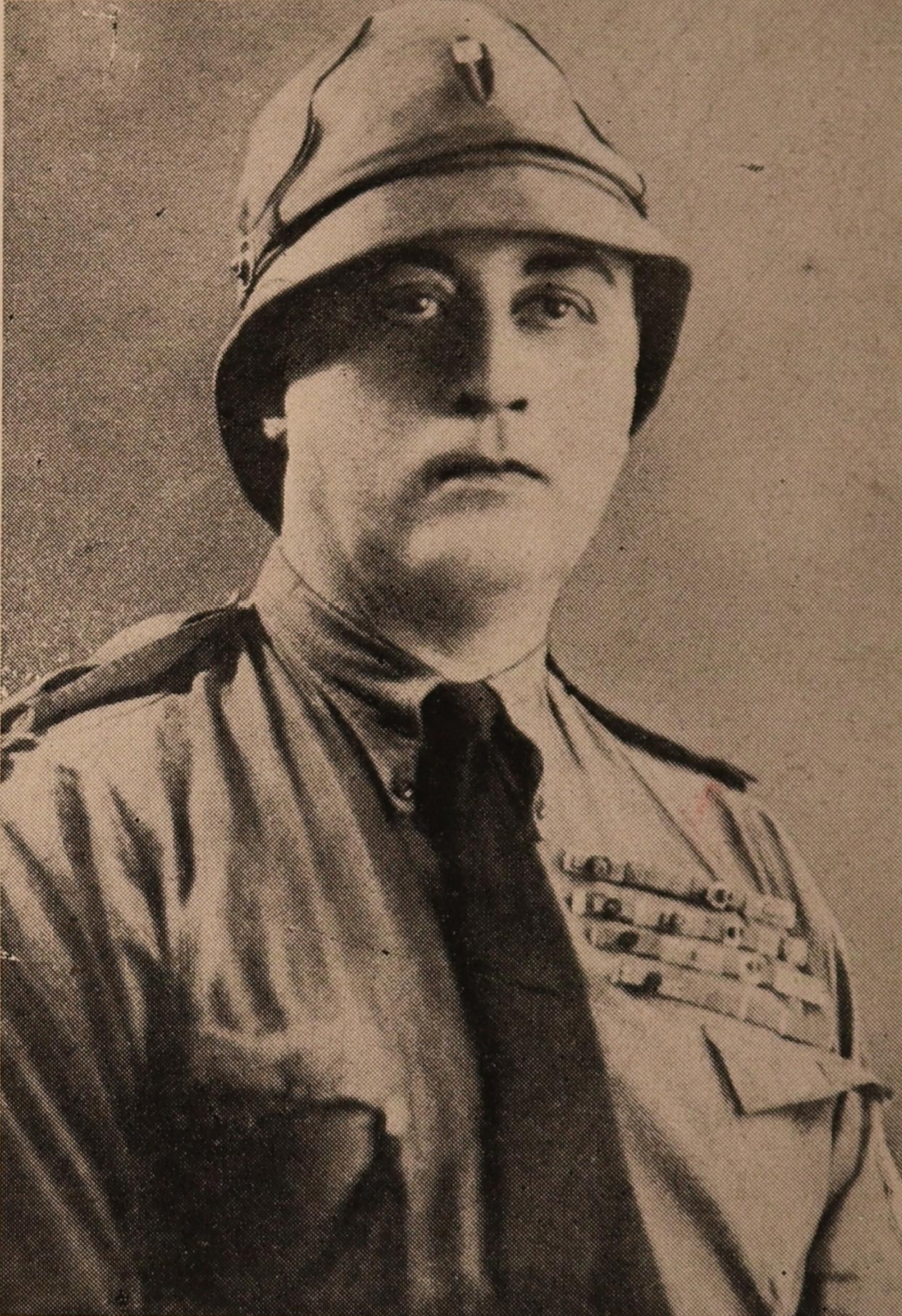
Gustavo Barroso com seu uniforme de secretário da milícia.

Decúria: Compreende dois elementos; comandada por um decurião.
```
Total: 11 milicianos
```

Terço: Compreende três decúrias; é comandada por um monitor e assistido por um sub-monitor.
```
Total: 35 milicianos
```

Bandeira: Compreende três terços; é comandada por um bandeirante, o qual é assistido por dois monitores e a guarda de uma decúria. Conduz uma bandeira Integralista, com uma guarda de 8 milicianos. 
```
Total: 128 milicianos 
```

Legião: Compreende quatro bandeiras. É comandada por um mestre de campo, assistido por 2 bandeirantes, 3 monitores e a guarda de um terço. Conduz a bandeira nacional, com uma guarda de 8 milicianos. 
```
Total: 562 milicianos
```

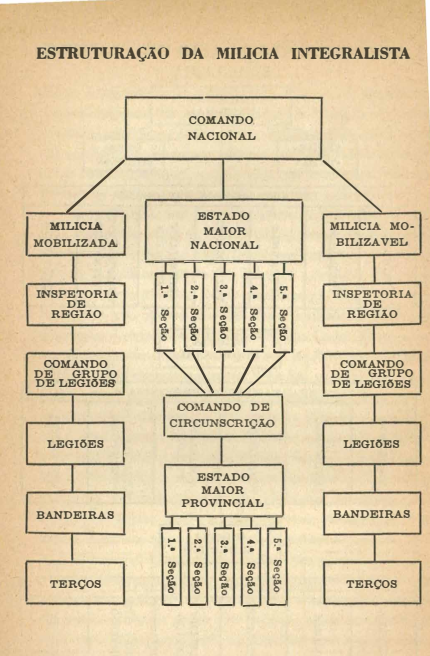
Estruturação da milícia integralista. Retirado do livro "O que o Integralista deve saber"

A ação integralista brasileira comportava pessoas de todas as idades, os chamados "plinianos" formavam a juventude da AIB. Dentro da juventude integralista, a qual fazia parte da administração da milícia, os jovens passavam por quatro grupos:
- dos 4 aos 6 anos inscreviam-se nos "infantes"
- dos 6 aos 9 anos inscreviam-se nos "curupiras"
- dos 10 aos 12 anos inscreviam-se nos "vanguardeiros"
- dos 13 aos 15 anos inscreviam-se nos "pioneiros"

Os plinianos deviam usar uniforme: camisa verde, calça branca ou azul, sapatos pretos, casquete negro ou chapéu de escoteiro.

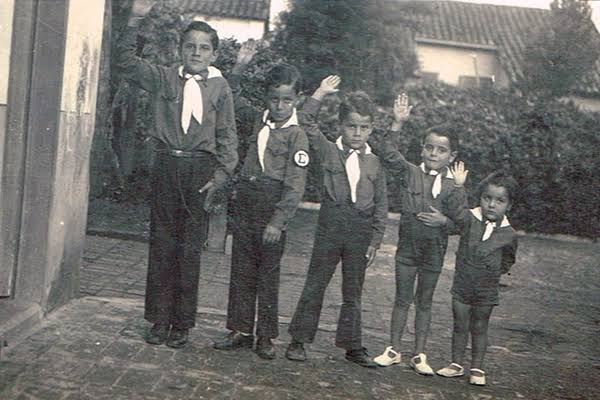
Plinianos de uma família integralista fazendo a saudação Anauê.

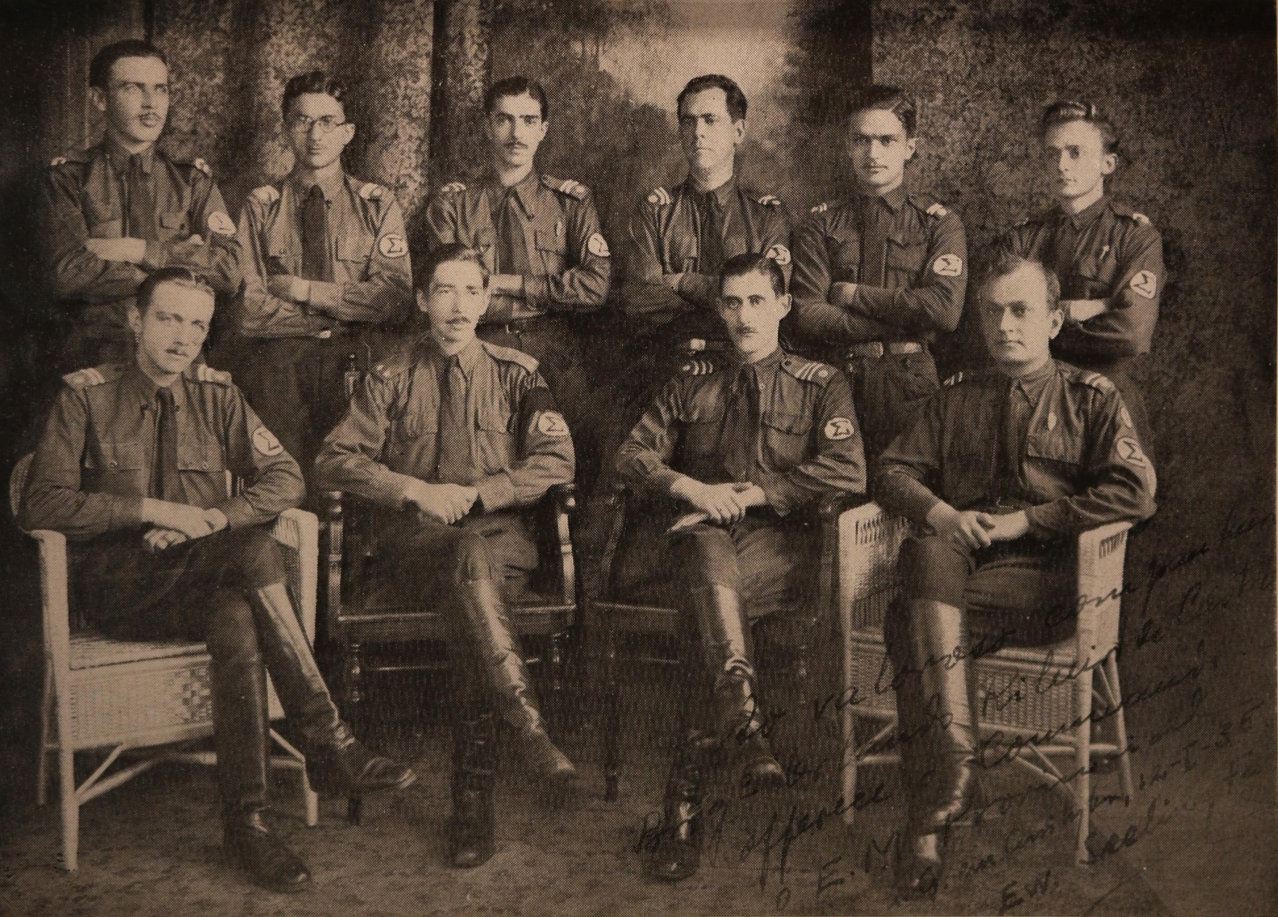
Oficiais da milícia integralista do estado do Paraná

## Intentona Comunista de 1935
No dia 23 de novembro de 1935, a mando do Komintern, começa a chamada Intentona Comunista que desejava tomar o poder político a força. Nessa ocasião a milícia da AIB participou ativamente no contra-golpe:
se apresentaram nos quartéis, deram informações que anteciparam a organização de várias guarnições militares, participaram de bloqueios e ajudaram em patrulhas; frustrando, como foi posteriormente admitido por Luiz Carlos Prestes, a intentona no Brasil. 

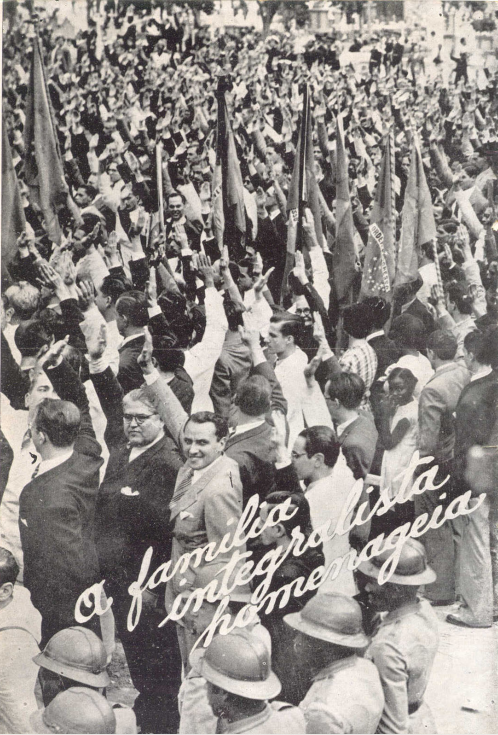
Integralistas saúdam os militares mortos em 35

 

## Juramentos da milícia
Os infantes recebidos como escoteiros e os curupiras iniciavam prestando o seguinte juramento:
Juramento do curupira:
“Prometo ser soldadinho de Deus, da pátria e da família; prometo ser obediente a meus pais, ser amigo de meus irmãos, colegas e companheiros; prometo ser aplicado para tornar-me útil a Deus, à pátria e à família.”

Quando o jovem vanguardeiro completava seus dez anos de idade deveria prestar juramento à bandeira nacional:
Juramento do vanguardeiro à bandeira:
“Bandeira de minha pátria! Prometo servir ao Brasil — na hora da alegria e na hora do sofrimento no dia da glória e no dia do sacrifício.”
Juramento do praça miliciano da AIB:
“Assentando praça na Milícia Integralista, em nome de Deus e pela minha honra eu juro: primeiro, absoluta disciplina aos meus chefes e perfeita solidariedade aos meus camaradas; segundo, dar a minha vida, se necessário, pela causa da Revolução Integralista; terceiro, amar, respeitar e fazer respeitar o Chefe Nacional.”